# 尼基塔·盧卡維奇亞
尼基塔·盧卡維奇亞（Nikita Rukavytsya）是澳大利亞的一位足球運動員，在場上司職邊鋒。現在效力於澳洲職業足球聯賽的西雪梨流浪者足球俱樂部。他也代表澳大利亞國家足球隊參賽。

## 榮譽

### 球會
純特
- 荷蘭甲組足球聯賽冠軍：2009/10年

柏林赫塔
- 德國足球乙級聯賽冠軍：2010/11年

## 外部連結
- Nikita Rukavytsya – FIFA國際賽競賽紀錄 (存檔)
- Nikita Rukavytsya－UEFA國際賽競賽紀錄
- 尼基塔·盧卡維奇亞在 National-Football-Teams.com 上的出场纪录
- fussballdaten.de：Nikita Rukavytsya之統計數據 （德文）
- 足球数据库：Nikita Rukavytsya的球员统计数据
- 尼基塔·盧卡維奇亞在ESPN FC中的档案